# الملعب البلدي (بوبو-ديولاسو)
الملعب البلدي في بوبو ديولاسو أو ملعب أبو بكر سانغولي لاميزانا العام هو ملعب مُتعدِّد الاستخدامات في بوبو ديولاسو، وبوركينا فاسو، ويُستخدم غالبًا في مُباريات كرة القدم. استضاف الملعب عدة مُباريات خلال كأس الأمم الأفريقية 1998. يستوعب الملعب 30000 شخص.